# Psalm 71

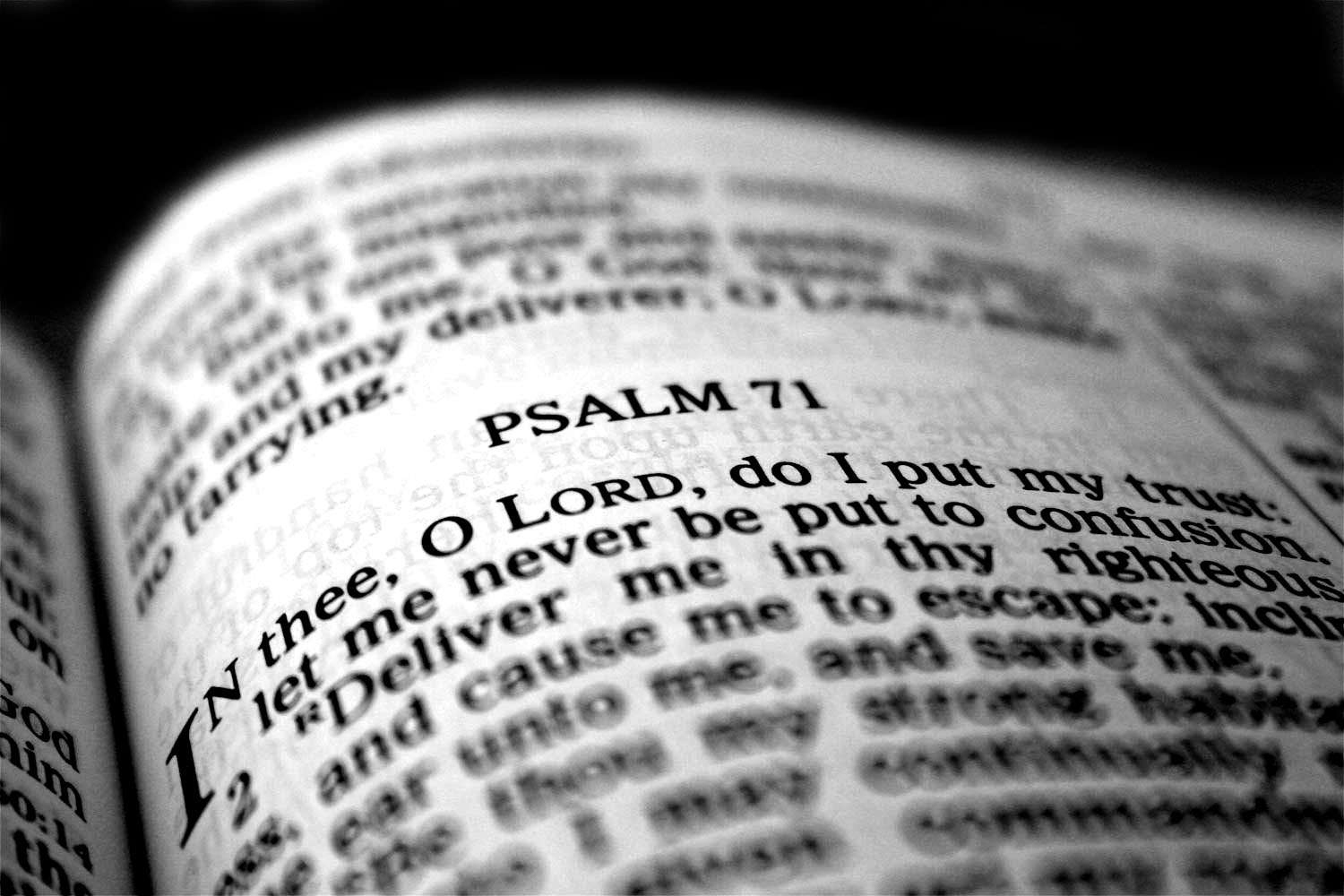
Beginn von Psalm 71 in einer englischen Bibelausgabe

Der 71. Psalm ist ein biblischer Psalm aus dem zweiten Buch des Psalters. Er kann der Gruppe der Bittpsalme zugerechnet werden.

## Inhalt und Einordnung
Der Psalm greift eine ganze Reihe von anderen Psalmstellen auf (zum Beispiel Ps 31,3–4  in Vers 3, Ps 35,4  in Vers 13 oder Ps 40,6  in Vers 19 und andere). Wegen der guten Kenntnis anderer Psalmen wird deshalb spekuliert, dass es sich beim Psalmdichter um einen levitischen Tempelsänger handelt. Neben Bitten um Gottes Hilfe überwiegt das Ausdrücken von Vertrauen in Gott.
Nach der griechischen Zählung der Septuaginta, die auch von der lateinischen Vulgata verwendet wird, trägt der Psalm die Nummer 70.
Die Lutherbibel fasst ihn unter den Titel: Bitte um Gottes Hilfe im Alter.

## Vertonungen
- Jachet de Mantua verwendete die Verse 8 und 9 für seine Motette Repleatur os meum, auf welcher basierend Giovanni Pierluigi da Palestrina eine Messe schrieb.
- Johann Rosenmüller vertonte den lateinischen Wortlaut des Psalmes (In te Domine speravi) mindestens siebenmal.[2]
- Salomon Franck machte 1714 den Psalm zur Grundlage seines Chorals „Ach Gott verlass mich nicht“.